# Уорд, Софи (актриса)
Софи Уорд (англ. Sophie Ward) — английская актриса, дочь актёра Саймона Уорда («Молодой Уинстон», «Вокруг света за 80 дней» и т. д.).

## Биография
Софи Уорд родилась 30 декабря 1964 года в Лондоне (Великобритания). В кино снималась ещё с детства (впервые в фильме «Другое окно»), однако это были роли второго плана. Первой значимой ролью Софи стала роль Элизабет Харди в фильме «Молодой Шерлок Холмс» (1985). В том же году она снялась в фильмах «Возвращение в страну Оз» и «Ария». Впоследствии продолжила сниматься в кино и на телевидении. Снимается и поныне. Последний фильм с участием Софи Уорд — «Книга крови» и «Джейн Эйр» (2011).
У Софи Уорд есть два сына от её бывшего мужа Пола Хобсона, с которым она развелась из-за своей любви к корео-американской писательнице Рене Брэннон. Сейчас она живёт с Брэннон. Софи, Рена и дети сейчас живут во Франции.

## Фильмография
Фильмы:
- «Замкнутый круг» (1977) — Кейт Лофтинг
- «Шокирующая случайность» (1982) — Аманда
- «Лорды дисциплины» (1983)
- «Возвращение в страну Оз» (1985) — Момби II
- «Молодой Шерлок Холмс» (1985) — Элизабет Харди
- «Молодой Тосканини» (1988) — Сестра Маргерита
- «Казанова» (1987) — Жаклин
- «Карибская тайна» (1989) — Молли Кендал
- «Музей восковых фигур 2: Затерянные во времени» (1992) — Эленора
- «Грозовой перевал» (1992) — Изабелла Линтон
- «Долгое падение» (1996) — Эмма
- «Преступление и наказание» (2002) — Дуня
- «Омут» (2003) — Вероника
- «Никто не знает ничего» (2003) — Клер Ховард
- «Книга крови» (2009) — Мери Флорескю
- «Джейн Эйр» (2011) — Леди Ингрэм